# Saltia
Saltia là một chi bướm đêm thuộc họ Noctuidae, đặc hữu của miền núi Đông Phi. Hai loài đã được George Salt sưu tầm và mô tả vào năm 1948:
Saltia acrophylax Tams 1952 (Kilimanjaro)
Saltia edwardsi Tams 1952 (Mount Elgon)
Có một dạng thứ ba ở núi Kenya, có thể là loài thứ ba, với tiêu bản hiện ở Bảo tàng quốc gia Kenya. Loài này và các loài do Salt sưu tập có thể là các loài duy nhất của chi này.